# Bảo tàng ngoài trời khai thác mỏ Queen Louise
Bảo tàng ngoài trời khai thác mỏ Queen Louise (tiếng Ba Lan: Skansen Górniczy Królowa Luiza) là một bảo tàng tọa lạc tại số 410 Phố Wolności, Zabrze, Ba Lan. Bảo tàng là một chi nhánh của Bảo tàng Khai thác Than ở Zabrze. Các bộ sưu tập của Bảo tàng được trưng bày trong các tòa nhà của mỏ Queen Louise từng tồn tại trước đây (mỏ được thành lập vào năm 1791 và hoạt động đến năm 1998). 

## Lược sử hình thành
Bảo tàng ngoài trời khai thác mỏ Queen Louise chính thức mở cửa đón khách tham quan vào tháng 12 năm 1993. Bảo tàng bao gồm các tòa nhà được xây dựng vào nửa sau của thế kỷ 19. 

## Giải thưởng tiêu biểu
- Giải thưởng Di sản Châu Âu/Giải thưởng Europa Nostra 2019 cho Bảo tàng ngoài trời khai thác mỏ Queen Louise ở Zabrze[1]
- Thương hiệu Śląskie cho Bảo tàng Khai thác Than ở Zabrze - Bảo tàng ngoài trời khai thác mỏ Queen Louise ở Zabrze trong hạng mục Du lịch và Phát triển[2]
- Chứng nhận "Sản phẩm du lịch tốt nhất 2018" - Giải thưởng được trao bởi Tổ chức Du lịch Ba Lan[3]
- Biểu tượng Sản phẩm Du lịch của Năm 2018 cho Bảo tàng Khai thác Than ở Zabrze - Bảo tàng ngoài trời khai thác mỏ Queen Louise ở Zabrze do Diễn đàn Biznesu trao tặng[4]